# Pogroda
Pogroda (niem. Crasswitz, Kraßwitz, dawn. pol. Krasiewice) – osada w Polsce położona w województwie dolnośląskim, w powiecie strzelińskim, w gminie Przeworno.
Do 2024 r. miejscowość była przysiółkiem wsi Romanów. W latach 1975–1998 miejscowość administracyjnie należała do województwa wałbrzyskiego.